# Eric Schlosser
Eric Matthew Schlosser (Nova York, 17 de agosto de 1959) é um jornalista e autor estadunidense conhecido como jornalista investigativo por seus livros Fast Food Nation (2001), Reefer Madness (2003) e Command and Control (2013).